# 飛鳥文化
飛鳥文化（あすかぶんか）は、推古朝を頂点として大和を中心に華開いた仏教文化である。時期としては、一般に仏教渡来から大化の改新までをいう。
朝鮮半島の百済や高句麗を通じて伝えられた中国大陸の南北朝や、インドなどの文化の影響を受け、国際性豊かな文化でもある。多くの大寺院が建立され始め、仏教文化の最初の興隆期であった。

## 仏教の伝来
仏教の百済からの公伝は、538年（宣化天皇3年）または552年（欽明天皇13年）とされている。『日本書紀』は欽明天皇13年（552年）、百済の聖王（聖明王）の使者が金銅釈迦仏像、経典などを天皇に献上したと記す。一方、『上宮聖徳法王帝説』、『元興寺縁起』はこれを欽明天皇7年の戊午年（538年）のこととする。『書紀』と『上宮聖徳法王帝説』『元興寺縁起』とでは天皇の在位年代が異なっており、上記の戊午年は『書紀』では宣化天皇3年にあたる。現在では仏教公伝を538年とする説が一般的だが、異説もある（詳細は「仏教公伝」の項を参照）。
当時仏教受容の先頭を切ったのは蘇我稲目であり、百済の聖王が日本の朝廷の伝えてきた金銅釈迦像・経典若干卷のうちの仏像を小墾田（おはりだ）の家に安置し、さらに向原（むくはら）の家を清めて向原寺（こうげんじ）とした（『日本書紀』）。
仏教の摂取と流布に大いに貢献した蘇我氏とこれに反対する物部氏との対立（崇仏論争）はのちに蘇我馬子と物部守屋との間での戦乱を招く。これに勝利した蘇我氏と蘇我氏系大王のもと、王権の本拠地である飛鳥京を中心に仏教文化が発展する。
飛鳥仏教は百済と高句麗の仏僧によって支えられていた。595年（推古3）に高句麗僧・慧慈、百済僧・慧聰が来朝・帰化し、翌年には飛鳥寺に住まうようになる。
7世紀後半になると、中央政府が、地方の豪族への寺院建築を奨励したために、全国的に寺院の建築が活発化する。

## 仏教寺院
日本最古の本格的寺院である飛鳥寺や四天王寺は、氏寺として創建されたが、後には官寺（天皇が発願し、国家が維持する寺院）に準ずる扱いを受けた。造寺・造仏の技術者は主として朝鮮からの渡来人やその子孫達であった。また、594年（推古2）に仏教興隆の詔が下されたのを受けて諸臣連達が、天皇と自己の祖先一族のために競って私寺（氏寺）を造り始めた。
- 四天王寺
難波（大阪）。『日本書紀』によれば聖徳太子の発願により593年（推古天皇元年）に建て始められた。飛鳥寺とともに、日本最古の本格的仏教寺院の1つである。
- 飛鳥寺（法興寺）
崇峻朝の588年（崇峻天皇元年）に着工され、596年（推古天皇4年）に完成した。蘇我馬子が造営の中心になった。寺司（てらのつかさ）は馬子の長子・善徳。日本で最初の本格的な寺院で、氏寺であるが、蘇我系王族の強い支援のもと、官寺としての性格が強い。
伽藍は南北の中軸線上に南から南門・中門・塔・金堂・講堂が一直線上に並ぶが、塔の東西にも金堂が置かれる三金堂式である。中門から出ている回廊はその外側を通って、金堂の背後で閉じている。現在の安居院本堂は創建時の飛鳥寺中金堂の位置にあり、鞍作止利作とされる金銅仏・飛鳥大仏が安置されている。
593年（推古元）塔の心礎に仏舎利を安置したという（『日本書紀』）。これ以後の皇居（宮）もほぼこの飛鳥寺を中心にした飛鳥に置かれた。飛鳥寺の中軸線と天智朝の末年か天武初年に建てられた川原寺の中軸線との中心線（中道）は、天武朝の藤原京の設定の一基準となり、両中軸の間隔はまた、飛鳥の方格地割りの基準となった。
- 百済大寺
舒明天皇により639年（舒明天皇11年）に建立され、舒明の没後、妻の皇極天皇、子の天智天皇によって継承された、最初の天皇家発願の仏教寺院である。桜井市吉備の吉備池廃寺が寺跡に比定されている。完成時には、蘇我氏発願の飛鳥寺を遙かに凌ぎ、九重の塔がそびえ建ち、高さは法隆寺の五重塔の二倍もあり、現代の25階ビルに相当し、当時の東アジアでも超一級の寺院であった。この寺は高市大寺、大官大寺と改称・移転を繰り返し、平城京に移転して大安寺となった。
- 法隆寺（斑鳩寺）
用明天皇により発願され、その遺志を継いだ聖徳太子と推古天皇により607年（推古天皇15年）に創建された（金堂薬師如来像光背銘による）。創建伽藍は670年（天智天皇9年）に焼失し（『書紀』）、現存する西院伽藍はその後の再建であるが、日本最古の木造建築である。
- 広隆寺（蜂岡寺、秦公寺）
秦氏の氏寺。
- 善光寺（定額山 善光寺）
皇極天皇元年（642年）に三国渡来の一光三尊阿弥陀如来が現在の地に遷座、皇極天皇3年（644年）皇極天皇の勅願により本堂を創建。皇極天皇の命により、聖徳太子妃であり、蘇我馬子の娘である刀自古郎女が出家し、尊光上人を名乗り、善光寺の開山上人となる。白雉5年（654年）より本尊が秘仏となる。開山上人から現在に至る約1400年間、皇室・公家から出家した歴代の尼公上人により、その篤い信仰と平和への祈りは綿々と継承されている。
- 坂田寺
南淵（みなみぶち、明日香村）。奈良時代の建物基壇などが発掘されているが、飛鳥時代の遺構は見つかっていない。
- 豊浦寺（とゆらじ）

## 彫刻

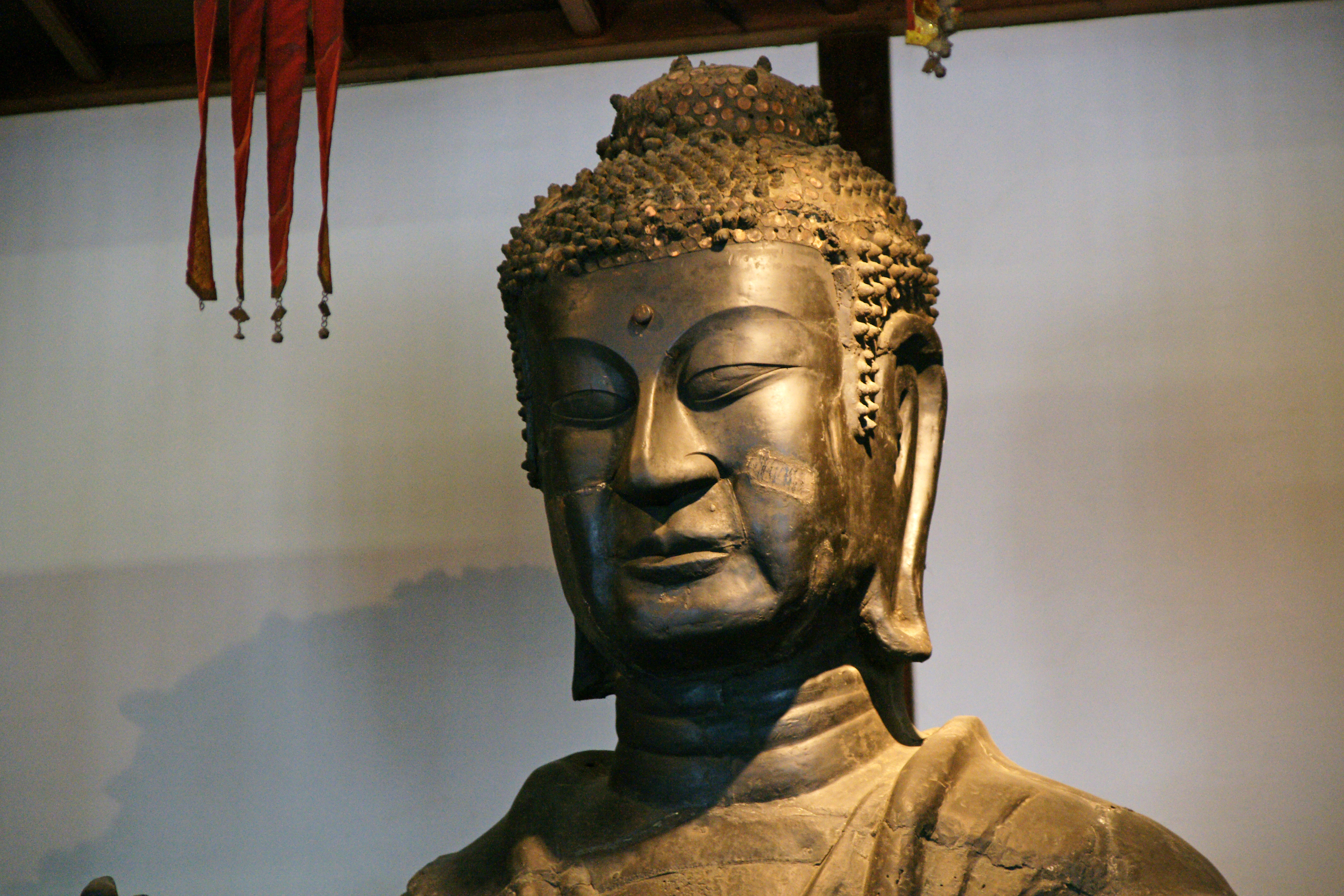
飛鳥大仏

仏像の材質は木造（ほとんどがクスノキ材）と金銅造（銅製鍍金）がある。代表的遺品として下記がある。
- 飛鳥寺釈迦如来像（飛鳥大仏） - 鞍作止利の作（頭部と指の一部が現存）
- 法隆寺金堂釈迦三尊像 - 鞍作止利の作
- 法隆寺夢殿救世観音像
- 法隆寺百済観音像
- 広隆寺弥勒菩薩半跏思惟像
- 中宮寺半跏思惟像（弥勒菩薩・寺伝は如意輪観音）

飛鳥寺本尊、法隆寺金堂釈迦三尊像などに代表される様式を止利式といい、杏仁形の眼、仰月形の鋭い唇、アルカイック・スマイル、左右対称の幾何学衣文、正面観照性の強い造形などを特徴とする。かつては、止利式の仏像が北魏様式、法隆寺百済観音像などにみられる様式が南梁様式（南朝様式）とされたこともあった。しかし、南朝の仏像の現存するものが少ないこと、日本へ仏教を伝えた百済と北魏とは相互交流が乏しかったことなどから、止利式を北魏様式、百済観音を南朝様式、と明快に割り切ることは疑問視されている。

## その他の遺物

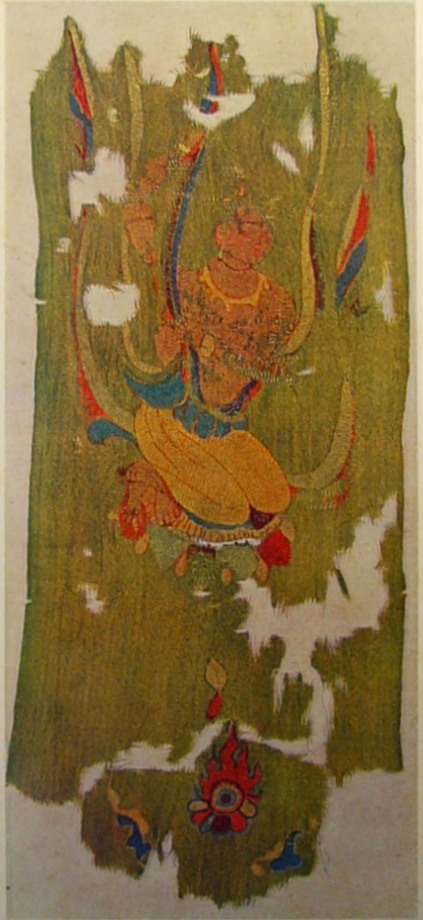
繡仏

- 三経義疏（御物） - 仏教に深く傾倒した聖徳太子の著作・自筆といわれている。
- 天寿国繡帳（中宮寺蔵） - 銘文中の「世間虚仮、唯仏是真」（せけんこけ、ゆいぶつぜしん）という言葉は、聖徳太子の晩年の心境をよく窺うことが出来るとされている。
- 染織品 - 繡仏、錦などが伝世している。
- 飛鳥の石造物 - 飛鳥地方に存在する猿石、酒船石、亀石、橘寺の二面石などと呼ばれる石造物。信仰関連の遺物と考えられている。

## その他の文化
- 百済の僧・観勒が暦本と天文・地理の書を献じた。
- 高句麗の僧・曇徴が来朝した。絵具や紙、墨を作ったとされるが、日本における創製者かどうかは定かでない。

## 飛鳥の宮室
- 豊浦宮 - 蘇我氏の氏寺であった豊浦寺を改修して宮とした。推古天皇
- 小墾田宮 - 後の宮殿の原型となる。603年、推古天皇遷る。
- 飛鳥板葺宮 - 643年、皇極天皇即位　645年、大化の改新
- 後飛鳥岡本宮 - 壬申の乱の直後に天武天皇遷宮、斉明天皇
- 飛鳥浄御原宮 - 内郭・外郭を持ち、内郭が北・南区画に分かれ、北区画に宮殿、南区に朝堂と南門を持つ。